# Goes tumifrons
Goes tumifrons là một loài bọ cánh cứng trong họ Cerambycidae.